# 超世纪谍杀案
《超世纪谍杀案》（英語：Soylent Green）是一部1973年发行的美国反乌托邦科幻电影，由李察·費里沙執導，查爾登·希士頓等主演。
根據1966年的科幻小说《Make Room! Make Room!》改编，描绘了一个由于全球暖化和人口过剩导致的资源枯竭的未来世界。真实的蔬菜水果变成极为昂贵的奢侈品，大多数人都依靠食用由大豆（soy）和扁豆（lentil）製成的 soylent 餅片度日。

## 劇情
2022年，世界人口大增，单纽约市人口就达到四千万，大多数的房屋都是拥挤不堪，破烂不堪。蔬菜水果等天然食品都成了十分昂贵的奢侈品。大多数人依靠一個很有威望的企业Soylent集團製造的人工食品为生，分別是「紅soylent」（soylent red）和「黃soylent」（soylent yellow），这些類似饼干的食品被宣传为“高能量蔬果提取物”。Soylent集團最新推出的食品是產自“高能量浮游生物”的「綠soylent」（soylent green），经常供不应求，甚至引发购买者的暴动。
Robert Thorn是一个纽约市警察，他和他的伙伴Sol Roth住在一个单卧室公寓。 Roth是一个前任的教授，帮助Thorn调查案件。 Roth经常告诉Thorn过去的日子是怎样的，那时他们有很多天然的食物。
Thorn被任命调查一个富翁William R. Simonson的谋杀案。他在案發现场發現很多奢侈品，开始顺手牵羊，拿走了死者很多东西，如食品，酒，肥皂和书籍。他审问了死者生前同住的一大班女性玩伴（死者刻意称呼她们为“家具”）的其中一位，24岁的Shirl。Thorn还审问了死者生前的保镖Tab Fielding。保镖说案发当晚他陪同Shirl去买东西。
回家后，Thorn把他偷的那两本书交给Roth，書名為《2015年至2019年Soylent海洋学调查报告》（Soylent Oceanographic Survey Report, 2015-2019）。Thorn感到奇怪的是：案发当晚死者住宅的警报正好失灵，而他的保镖亦正好出门在外。
Thorn又去Fielding的住宅审问他的女人，他发现这个女人正在吃一罐價值150美元的草莓果酱，当时对于一个保镖的女人来说，这种食品实在是奢侈的不得了。然后Thorn回到他的家和Roth分享他偷来的食物，Roth告诉他Simonson是Soylent集团的其中一個董事。然后Thorn又来到死者的家去审问Shirl，Shirl告诉他死者生前曾经十分苦恼，甚至带她去教堂忏悔。然后Thorn就去那座教堂审问给Simonson忏悔的牧师，但是那个牧师很累很疲倦拒绝回答。正当Thorn要继续追查時，纽约市的市长Santini命令Thorn的上司Hatcher中尉封案，但是Thorn拒绝了这个命令而继续追查。后来，在一次因争夺綠soylent而起的暴乱中，谋杀simonson的兇手试图开枪射殺Thorn，结果Thorn腿部中弹，而那个杀手被车轧死。
与此同时，Roth继续研读那两本海洋学报告，然后他把这两本书帶到一間名叫「頂級交流」（Supreme Exchange）的图书馆裡。通过查考其他的书籍，他发现了Soylent集团一个不可告人的秘密，知道真相后Roth十分痛苦，决定去政府提供的协助自杀機構自杀。他喝了毒酒後，躺在機構的地下室裡看描述过去大自然之美好的全景式影片。Thorn回家后发现Roth留言的字条，知道Roth打算自杀，于是马上跑去协助自杀的機構，但已来晚了一步，Roth已喝下毒酒。Thorn强迫機構的工作人员打开窗户，从影片中看到了自己从没见过的大自然。
因Roth临死前嘱咐Thorn去Soylent工厂调查真相，所以Thorn趁工作人員把Roth屍體放入运送尸体的车時也跳進車中，偷偷去到Soylent工厂，发现原来工厂用死人制造綠soylent。然后他被人发现跑回住宅，但是遭到了一群人的埋伏，其中包括Fielding。Thorn开枪打死几个人，但是也被Fielding开枪打伤胸口。他逃入教堂，然后用刀杀死了追杀自己的Fielding。警察終於趕到现场，其中包括Thorn的上司Hatcher中尉，Thorn告诉他：“綠soylent是用人做的；我们必须阻止他们！”

## 腳註
1. .   [2018-10-03]. （原始内容存档于2019-08-20）.

## 外部連結
- 互联网电影数据库（IMDb）上《超世纪谍杀案》的资料（英文）
- AllMovie上《超世纪谍杀案》的资料（英文）
- 爛番茄上《超世纪谍杀案》的資料（英文）